# Karhu
Karhu (finsky „Medvěd“) je značka finského piva. Vyrábí jej společnost Sinebrychoff v Keravě a v Pori.

## Druhy
- Karhu III (4,6 %)
- Karhu IVA (5,3 %)
- Tosivahva Karhu (8 %)

## Slogany
Karhu on täyttä olutta — Karhu je plné pivo